# 65 (liczba)
65 (sześćdziesiąt pięć) – liczba naturalna następująca po 64 i poprzedzająca 66.

## 65 w nauce
- liczba atomowa terbu
- obiekt na niebie Messier 65
- galaktyka NGC 65
- planetoida (65) Cybele

## 65 w kalendarzu
65. dniem w roku jest 6 marca (w latach przestępnych jest to 5 marca). Zobacz też co wydarzyło się w roku 65.